# Haus Teerling

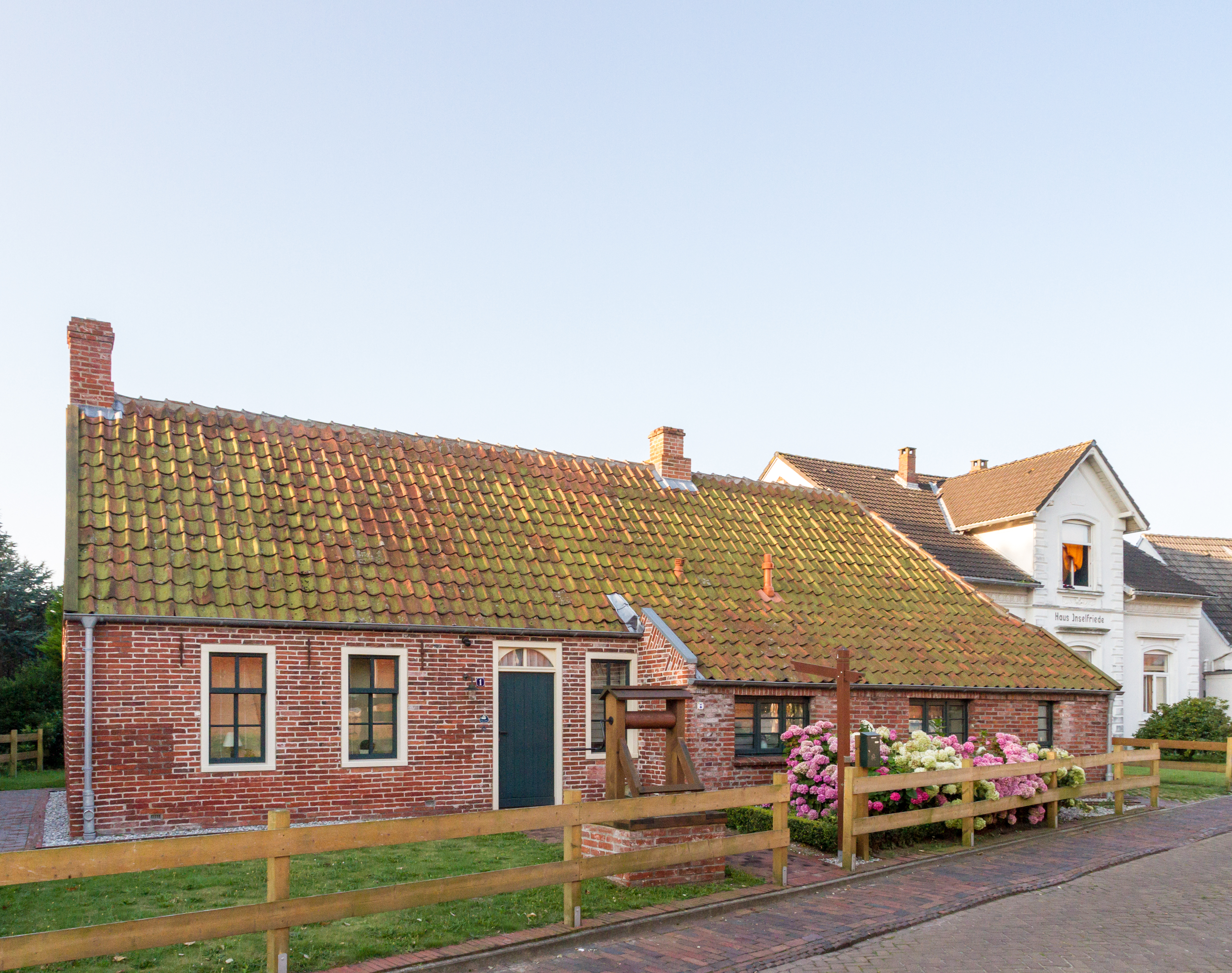
Haus Teerling, 2015

Das Haus Teerling ist ein denkmalgeschütztes Gebäude in der ostfriesischen Stadt Borkum (Landkreis Leer, Niedersachsen). Das Fischerhaus gilt als das älteste erhaltene Insulanerhaus und hat die Adresse Wiesenweg 1. Das Bauwerk, ein eingeschossiger Ziegelbau unter Satteldach am Wohnteil mit Giebelschornstein, wurde im Kern um 1660 errichtet. Ursprünglich bestand es aus einem  Vorderhaus  sowie  einem  angrenzenden Scheunentrakt mit seitlichen Kübbungen. Dieser Wirtschaftsteil wurde wohl erst später zu Wohnzwecken ausgebaut.
Das Haus gehörte über viele Jahre der Familie Teerling. 1713 wurde es in das Einwohnerregister Borkum eingetragen. 1792 wurde Geertje Tjarks Haan, die später 42 Jahre lang als Irrsinnige meist nackt im Armenhaus der Insel angekettet wurde, in dem Haus geboren. Später kamen hier Kapitäne, Bauern, Handlungsreisende oder Gäste der Insel unter, darunter möglicherweise auch Wilhelm Busch. Danach verfiel das Haus immer mehr, ehe es zwischen 2007 und 2009 saniert wurde. Seither dient es als Ferienhaus.